# (74182) 1998 RR30
(74182) 1998 RR30 – planetoida z pasa głównego asteroid okrążająca Słońce w ciągu 4,64 lat w średniej odległości 2,78 j.a. Odkryta 14 września 1998 roku.